# Roman Trofimov
Pour les articles homonymes, voir Trofimov.
Roman Sergueïevitch Trofimov (en russe : Роман Сергеевич Трофимов ; né le 19 novembre 1989 à Leninogorsk) est un sauteur à ski russe.

## Palmarès

### Jeux olympiques
| Épreuve / Édition | Pékin 2022 |
| Petit tremplin    | 23e        |
| Grand tremplin    | 23e        |
| Par équipes       | 7e         |

### Championnats du monde
| Épreuve / Édition     | Individuel     | Individuel     | Par équipes    | Par équipes    |
| Épreuve / Édition     | Petit tremplin | Grand tremplin | Petit tremplin | Grand tremplin |
| Mondiaux 2019 Seefeld | 43e            | 39e            | -              | 9e             |

### Championnats du monde de vol à ski
| Épreuve / Édition | [[Championnats du monde de vol à ski 2010\|Planica 2010]] |
| Individuel        | 38e                                                       |
| Par équipes       | 9e                                                        |

### Coupe du monde
- Meilleur classement général : 56e en 2020-2021 et 2022.
- Meilleur résultat individuel : 23e.
- Un podium par équipes (3e place).

#### Classements généraux annuels
| Année     | Rang |
| 2010-2011 | 78e  |
| 2018-2019 | 66e  |
| 2019-2020 | 69e  |
| 2020-2021 | 56e  |
| 2021-2022 | 56e  |